# تضرضورت ت امزاورو (امزاورو)
تضرضورت ت امزاورو هو دُوَّار يقع بجماعة بيزضاض، إقليم الصويرة، جهة مراكش آسفي في المملكة المغربية. ينتمي الدوّار لمشيخة امزاورو التي تضم 5 دواوير. يقدر عدد سكانه بـ 427 نسمة حسب الإحصاء الرسمي للسكان والسكنى لسنة 2004.

## روابط خارجية
- البوابة الوطنية للجماعات الترابية نسخة محفوظة 12 مارس 2018 على موقع واي باك مشين.
- المندوبية السامية للتخطيط